# Ángel Mullera
Ángel Mullera (Lloret de Mar, 20 aprile 1984) è un siepista spagnolo.

## Palmarès
| Anno | Manifestazione   | Sede       | Evento       | Risultato | Prestazione | Note                                     |
| ---- | ---------------- | ---------- | ------------ | --------- | ----------- | ---------------------------------------- |
| 2001 | Mondiali allievi | Debrecen   | 2000 m siepi | Batteria  | 5'55"86     |                                          |
| 2003 | Europei juniores | Tampere    | 3000 m siepi | 11º       | 9'06"63     |                                          |
| 2009 | Mondiali         | Berlino    | 3000 m siepi | Batteria  | 8'47"40     |                                          |
| 2010 | Europei          | Barcellona | 3000 m siepi | Batteria  | 8'37"38     |                                          |
| 2011 | Mondiali         | Taegu      | 3000 m siepi | Batteria  | 8'31"83     |                                          |
| 2012 | Giochi olimpici  | Londra     | 3000 m siepi | Batteria  | 8'38"07     |                                          |
| 2013 | Mondiali         | Mosca      | 3000 m siepi | 11º       | 8'20"93     |                                          |
| 2014 | Europei          | Zurigo     | 3000 m siepi | Bronzo    | 8'26"66     | Miglior prestazione personale stagionale |